# Timo Scholz
Timo Scholz (* 30. Juni 1972 in Leipzig) ist ein ehemaliger deutscher Radrennfahrer.

## Sportliche Laufbahn
Seine ersten Meistertitel gewann Scholz, der damals für den SC DHfK Leipzig startete, 1988 auf der Bahn. Bei den DDR-Meisterschaften der Jugend wurde er Sieger in der Einerverfolgung, der Mannschaftsverfolgung und im Punktefahren. 1995 entschied Timo Scholz die Gesamtwertung der Bayern-Rundfahrt für sich. Im nächsten Jahr gewann er eine Etappe bei der Kuba-Rundfahrt und ein Teilstück sowie die Gesamtwertung bei der Brandenburg-Rundfahrt. 2004 wechselte er zum Team Akud Arnolds Sicherheit und 2006 zum Team Notebooksbilliger.de. 2007 gewann er eine Etappe bei der Marokko-Rundfahrt. 2008 wechselte Timo Scholz zum Team IndonesiaCycling.com. Seit 2009 startete er für den TuS Leutzsch 1990 und das CCN Sport Cycling Team.
Von 2004 an fuhr Timo Scholz Steherrennen. Bis Ende 2006 führte ihn Karsten Podlesch als Schrittmacher. Im Anschluss daran fuhr er bis zur Europameisterschaft der Steher 2009 mit Peter Bäuerlein. Zu Beginn der Saison 2010 wechselte Scholz wieder zurück zu Karsten Podlesch als sein Stamm-Schrittmacher. 2005, 2006, 2008 und 2009 gewann er den Großen Preis der Stadt Leipzig im Steherrennen. Das Goldene Rad von Erfurt gewann er 2010.

## Erfolge

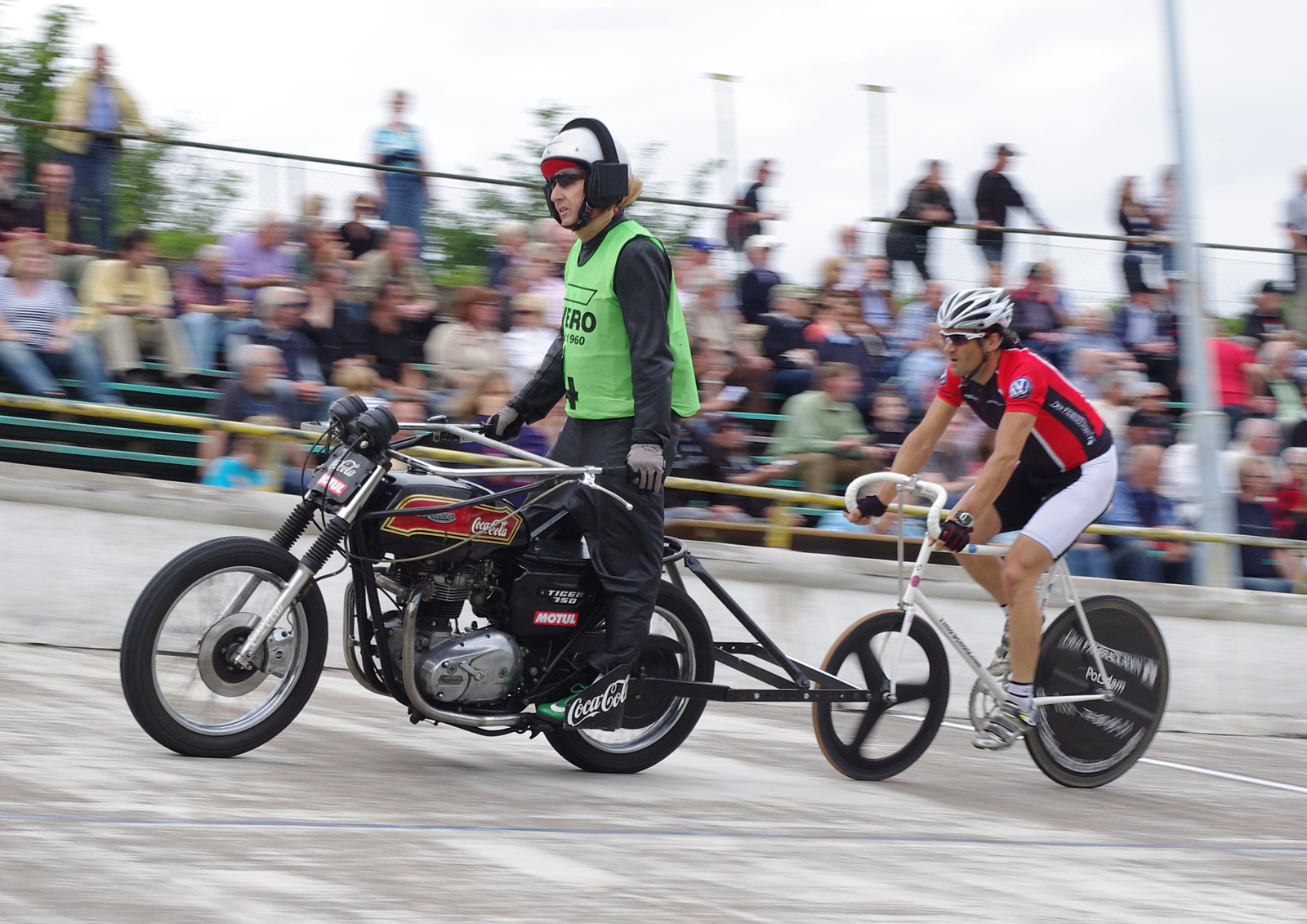
Scholz hinter Karsten Podlesch auf der Radrennbahn Bielefeld

### Straße
1995
- Gesamtwertung Bayern-Rundfahrt

1997
- Gesamtwertung Internationale Thüringen Rundfahrt (Junioren)

2000
- Gesamtwertung Vuelta a Costa Rica

2002
- eine Etappe Kuba-Rundfahrt
- Gesamtwertung und eine Etappe Brandenburg-Rundfahrt

2007
- eine Etappe Marokko-Rundfahrt

2009
- eine Etappe Binh Duong TV Cup

2010
- eine Etappe Binh Duong TV Cup
- eine Etappe Tour de Guyane

### Bahn
1997
- Deutscher Meister – Mannschaftsverfolgung (mit Thomas Liese, Jens Lehmann und Holger Roth)

2007
- Europameister – Steherrennen (hinter Peter Bäuerlein)

2008
- Europameister – Steherrennen (hinter Peter Bäuerlein)
- Deutscher Meister – Steherrennen (hinter Peter Bäuerlein)

### MTB
2013
- Gesamtwertung und eine Etappe Tobago MTB Classics

## Teams
- 1998–1999 Die Continentale-Olympia
- 2001–2003 Team Wiesenhof
- 2004–2005 Winfix Arnolds Sicherheit
- 2006–2007 Team Notebooksbilliger.de
- 2008 Team IndonesiaCycling.com
- 2012 CCN Cycling Team